# Sven-Erik Sjöstrand
Sven-Erik Axel Sjöstrand, född 25 mars 1954 i Östra Ljungby församling, Kristianstads län, är en svensk politiker (vänsterpartist). Sjöstrand har arbetat många år som industriarbetare och politiker, och var riksdagsledamot 1998–2006.
Sjöstrand har suttit i kommunfullmäktige i Perstorp (2011). På frågan Var någonstans skulle du placera dig själv på en politisk vänster – högerskala? svarade han Klart till vänster.
Han växte upp i Stidsvig i nordvästra Skåne.